# Francisco Javier de Bona
Francisco Javier de Bona y García de Tejada (f. 1883) fue un funcionario, pintor y periodista español.

## Biografía
Jefe de Administración, pintor y periodista, Bona fue hasta su muerte, acaecida el 24 de octubre de 1883, propietario y director de Gaceta de los Caminos de Hierro, fundada por Gustavo Hubbard. Redactor de La Reforma (1875) y Los Sucesos (1866), dio a la imprenta una obra titulada Movimiento de la población de España período de 1858 a 1864. Era hermano del político y economista Félix de Bona y García de Tejada.